# Ilona Andrews
Ilona Andrews ist das Pseudonym des Schriftsteller-Ehepaares Ilona und Andrew Gordon.

## Leben
Ilona Gordon wurde 1976 in der Sowjetunion geboren. Mit 15 lernte sie Englisch. Durch ein Stipendium kam sie in die USA. Sie hat einen Abschluss von der Rabun Gap Nachoochee High School in Georgia. Sie war an der Western Carolina University mit dem Hauptfach in Biochemie eingeschrieben, als sie ihren Ehemann Andrew, einen Sergeant der US-Army, traf. Sie hat das College nie beendet. Seit zwölf Jahren sind Ilona und Andrew Gordon verheiratet. Das Ehepaar hat zwei Töchter und lebt in Portland im Bundesstaat Oregon. Sie schreiben Urban Fantasy mit etwas Humor, leichten romantischen Elementen und ein wenig Horror.

## Werke

### 'Magic' Serie
- Magic Bites 2007, ISBN 978-0-441-01489-7.
  - Stadt der Finsternis 01: Die Nacht der Magie 2009, ISBN 978-3-8025-8214-1.
- Magic Burns 2008, ISBN 978-0-441-01583-2.
  - Stadt der Finsternis 02: Die dunkle Flut 2009, ISBN 978-3-8025-8213-4.
- Magic Strikes 2009, ISBN 978-0-441-01702-7.
  - Stadt der Finsternis 03: Duell der Schatten 2010, ISBN 978-3-8025-8219-6.
- Magic Bleeds 2010, ISBN 978-0-441-01852-9.
  - Stadt der Finsternis 04: Magisches Blut 2011, ISBN 978-3-8025-8342-1.
- Magic Slays 2011, ISBN 978-0-441-02042-3.
  - Stadt der Finsternis 05: Ruf der Toten 2012, ISBN 978-3-8025-8343-8.
- Gunmetal Magic 2012, ISBN 978-0-425-25613-8.
  - Stadt der Finsternis 06: Geheime Macht 2013, ISBN 978-3-8025-8939-3.
- Magic Rises 2013, ISBN 978-0-425-25613-8.
  - Stadt der Finsternis 07: Tödliches Bündnis 2014, ISBN 978-3-8025-8344-5.
- Magic Breaks 2014, ISBN 978-0-425-25622-0.
  - Stadt der Finsternis 08: Ein Feind aus alter Zeit 2015, ISBN 978-3-8025-9749-7.
- Magic Shifts 2015, ISBN 978-0-425-27067-7.
  - Stadt der Finsternis 09: Ein neuer Morgen 2016, ISBN 978-3-7363-0167-2.
- Magic Binds 2016, ISBN 978-0-425-27069-1.
  - Stadt der Finsternis 10: Unheiliger Bund 2017, ISBN 978-3-7363-0451-2.
- Magic Triumphs 2018, ISBN 978-0-425-27071-4.
  - Stadt der Finsternis 11: Stunde der Macht 2019, ISBN 978-3-7363-0700-1.

#### Kurzgeschichten und begleitende Szenen aus der gleichen Serie
- Magic Mourns. kürzere Geschichte in der Must Love Hellhounds Anthologie. 2009, ISBN 978-0-425-22959-0.
  - Die Früchte der Unsterblichkeit. ISBN 978-3-8025-9288-1.
- A Questionable Client. Kurzgeschichte in der Dark and Stormy Nights Anthologie. 2010, ISBN 978-0-312-59834-1.
- Magic Dreams. kürzere Geschichte in der Hexed Anthologie. 2011, ISBN 978-0-425-24176-9.
- Curran, Volume 1 - Companion scenes to Kate Daniels series. nur als E-Book, 2010.
  - Curran, Ausgabe 1 - Begleitende Szenen zur Kate Daniels Reihe. nur als E-Book. 2010.
- Fathers and Sons (Curran POV). nur als E-Book. 2011.
- Magic Gifts. 2012.
  - Die magische Gabe. ISBN 978-3-8025-9509-7.

### 'The Iron Covenant' Serie
- Iron and Magic 2018

### 'The Edge' Serie
- On the Edge. 2009, ISBN 978-0-441-01780-5.
  - Land der Schatten 1: Magische Begegnung. ISBN 978-3-8025-8345-2.
- Bayou Moon. 2010, ISBN 978-0-441-01945-8.
  - Land der Schatten 2: Spiegeljagd. ISBN 978-3-8025-8341-4.
- Fate's Edge. 2011, ISBN 978-0-441-02086-7.
  - Land der Schatten 3: Schicksalsrad. 2013.
- Steel's Edge. 2012.
  - Land der Schatten 4: Seelenträume. 2014.

### 'World of Kinsmen' Serie
- Silent Blade. nur als E-Book, ISBN 978-1-60504-574-0.
- Silver Shark. nur als E-Book.

### 'Hidden Legacy' Serie
- Burn for Me (Hidden Legacy-Das Erbe der Magie). ISBN 978-0-06-228923-0.
- White Hot (Hidden Legacy-Tanz des Feuers). 2017
- Wildfire (Hidden Legacy-Wilde Schatten). 2017
- Diamond Fire (Hidden Legacy-Kalte Flammen). 2018
- Sapphire Flames(Hidden Legacy-Saphirflammen). 2019
- Emerald Blaz (Hidden Legacy-Smaragdfeuer). 2020
- Ruby Fever (Hidden Legacy-Rubinglut). 2022

### 'Innkeeper Chronicles' Serie
- Clean Sweep. 2013
  - Dina – Hüterin der Tore. 2015
- Sweep in Peace. 2015
- One fell sweep. 2016, ISBN 978-1-5408-5721-7
- Sweep of the Blade. 2019

### Andere Werke
- Grace of Small Magics. Kurzgeschichte in der The Mammoth Book of Paranormal Romance Anthologie. 2009, ISBN 978-0-7624-3651-4.
- Of Swine and Roses. nur als E-Book
- Questing Beast. nur als E-Book
- Alphas: Origins. Kurzgeschichte in der Angels of Darkness Anthologie. 2011, ISBN 978-0-425-24312-1.